# Uljin

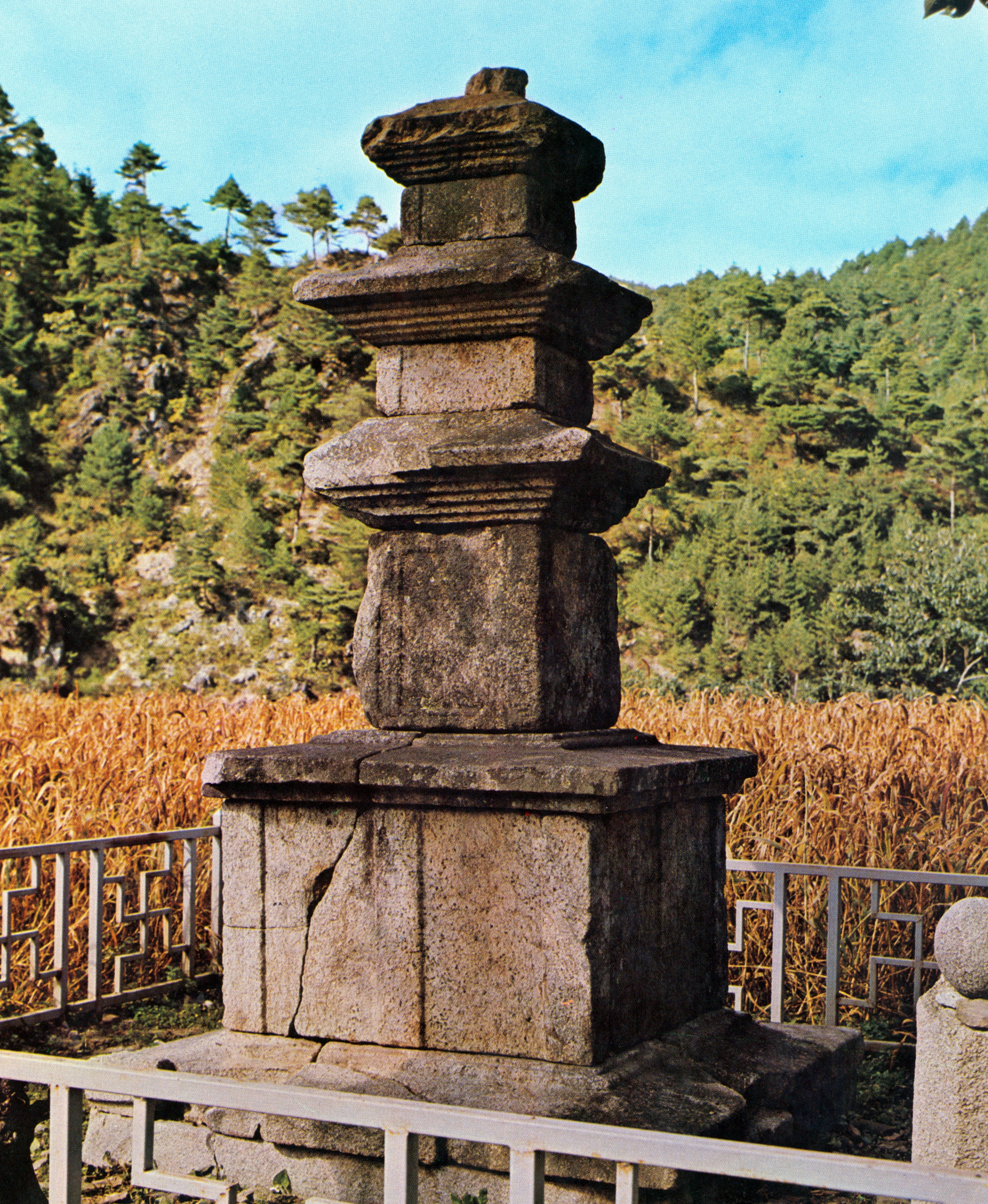
Treberättelsestenen vid pagoden i Gusan-ri, Geunnam-myeon.

Uljin (hangul 울진, hanja 蔚珍) är en landskommun (gun) i den sydkoreanska provinsen Norra Gyeongsang. Folkmängden var 51 538 invånare i slutet av 2017, på en yta av 990 kvadratkilometer. 

## Administrativ indelning
Kommunen består av två köpingar (eup), centralorten Uljin-eup (14 691 invånare) och Pyeonghae-eup, samt av åtta socknar (myeon); Buk-myeon, Geumgangsong-myeon, Geunnam-myeon, Giseong-myeon, Hupo-myeon, Jukbyeon-myeon, Maehwa-myeon och Onjeong-myeon.

## Näringsliv
I Buk-myeon ligger Hanuls kärnkraftverk, världens tredje största kärnkraftverk.

## Vänorter
- Goyang, Sydkorea
- Yangcheon-gu, Sydkorea
- Seocho-gu, Sydkorea
- Suseong-gu, Sydkorea
- Dong-gu, Sydkorea
- Omaezaki, Shizuoka prefektur, Japan[2]